# Slobodna Bosna
Slobodna Bosna (Bosnie libre en bosniaque) est un hebdomadaire d'investigation de Sarajevo, en Bosnie-Herzégovine. C'est l'un des rares journaux à être distribué à la fois dans la république serbe de Bosnie et dans la fédération de Bosnie-et-Herzégovine. Les nombreuses enquêtes sur la corruption ont poussé les politiciens à s'en prendre au rédacteur en chef Senad Avdić. Le Comité pour la protection des journalistes a dû alors militer auprès du gouvernement par le biais d'une pétition pour qu'il abandonne les charges contre lui et afin de le laisser travailler sans menaces.

## Sources
1. ↑  (en) "Bosnia: Senad Avdic Convicted on Charges of Criminal Libel", CPJ, 28.06.99